# Gnamptogenys interrupta
Gnamptogenys interrupta är en myrart som först beskrevs av Mayr 1887.  Gnamptogenys interrupta ingår i släktet Gnamptogenys och familjen myror. Inga underarter finns listade i Catalogue of Life.

## Bildgalleri

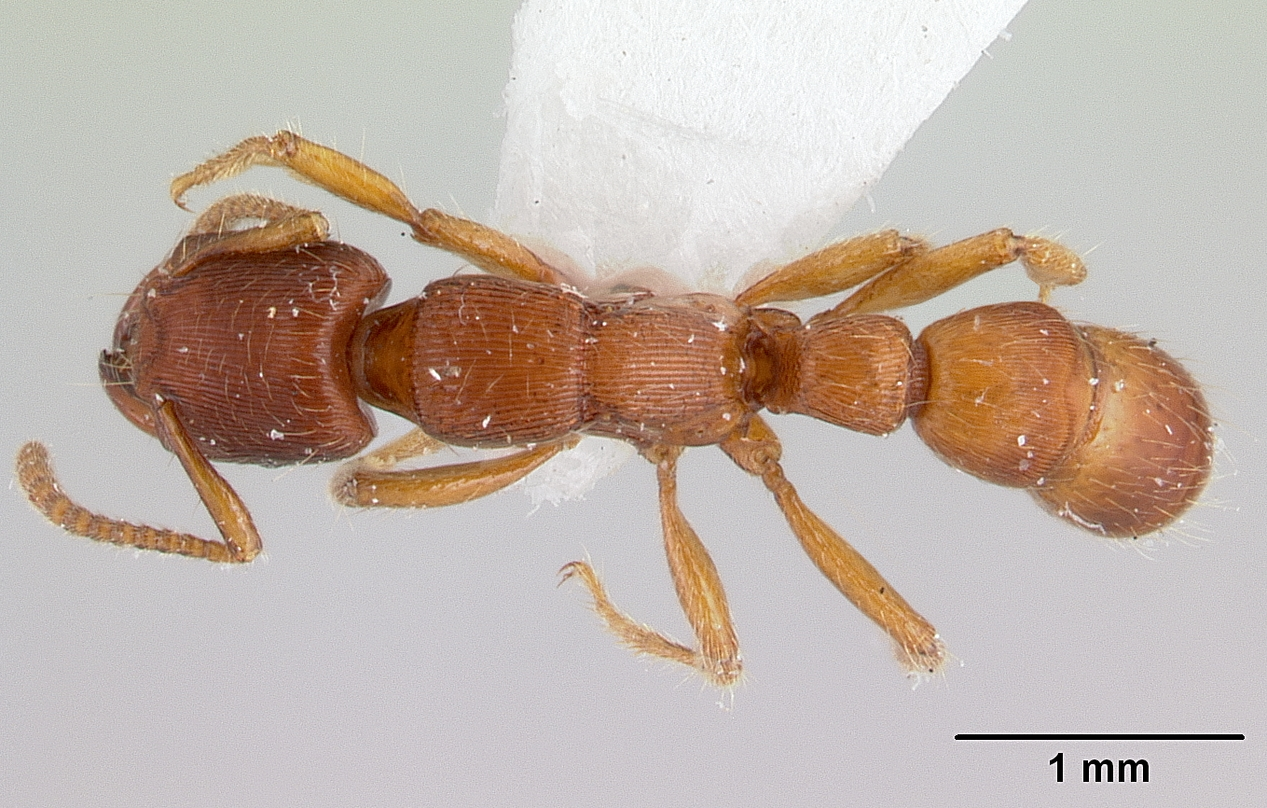
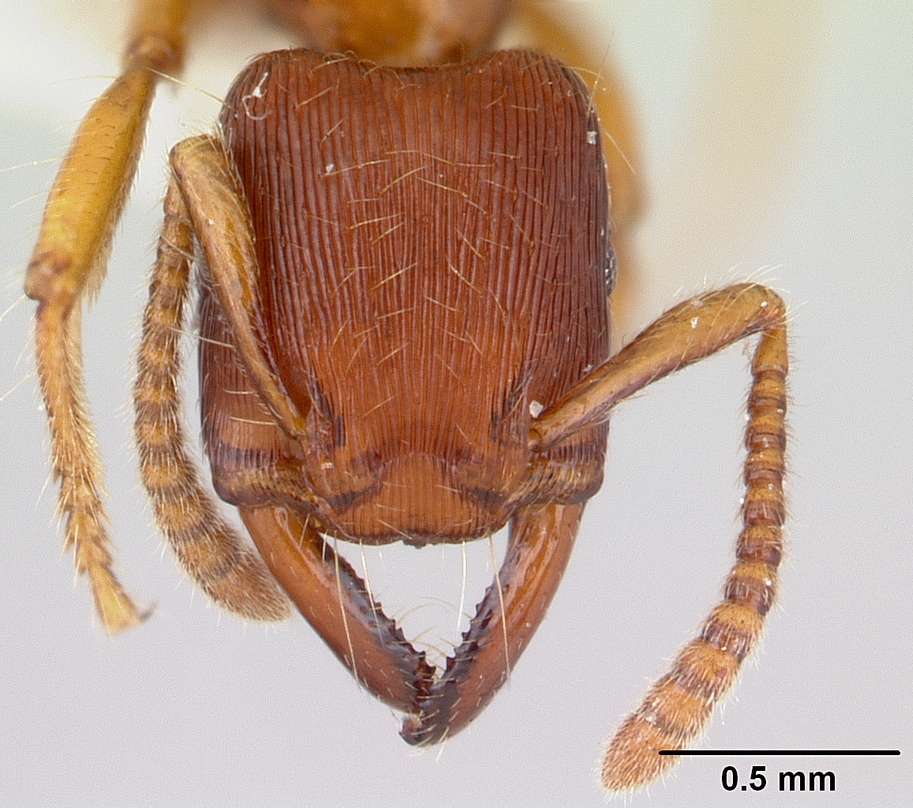
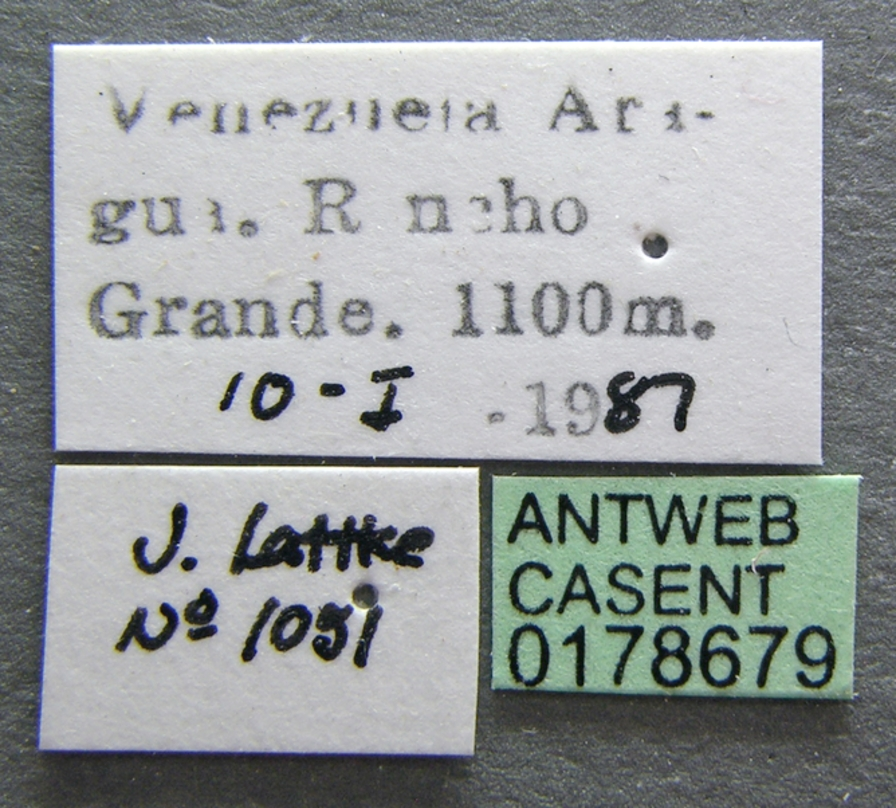
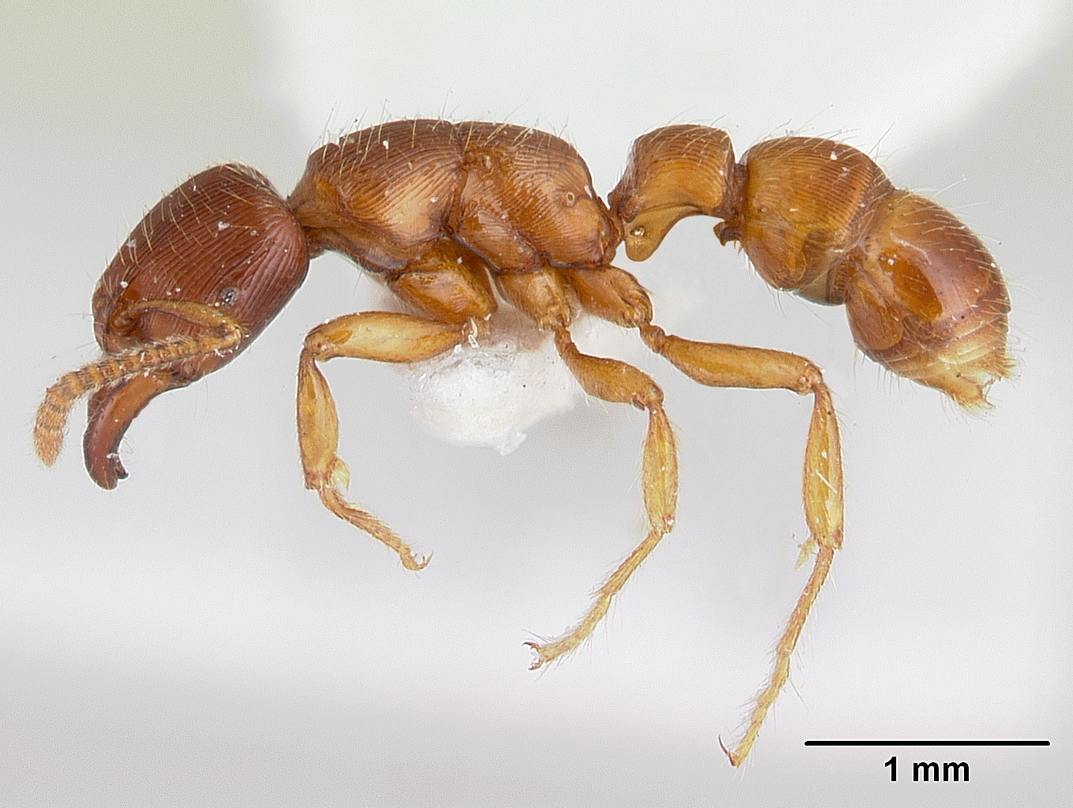
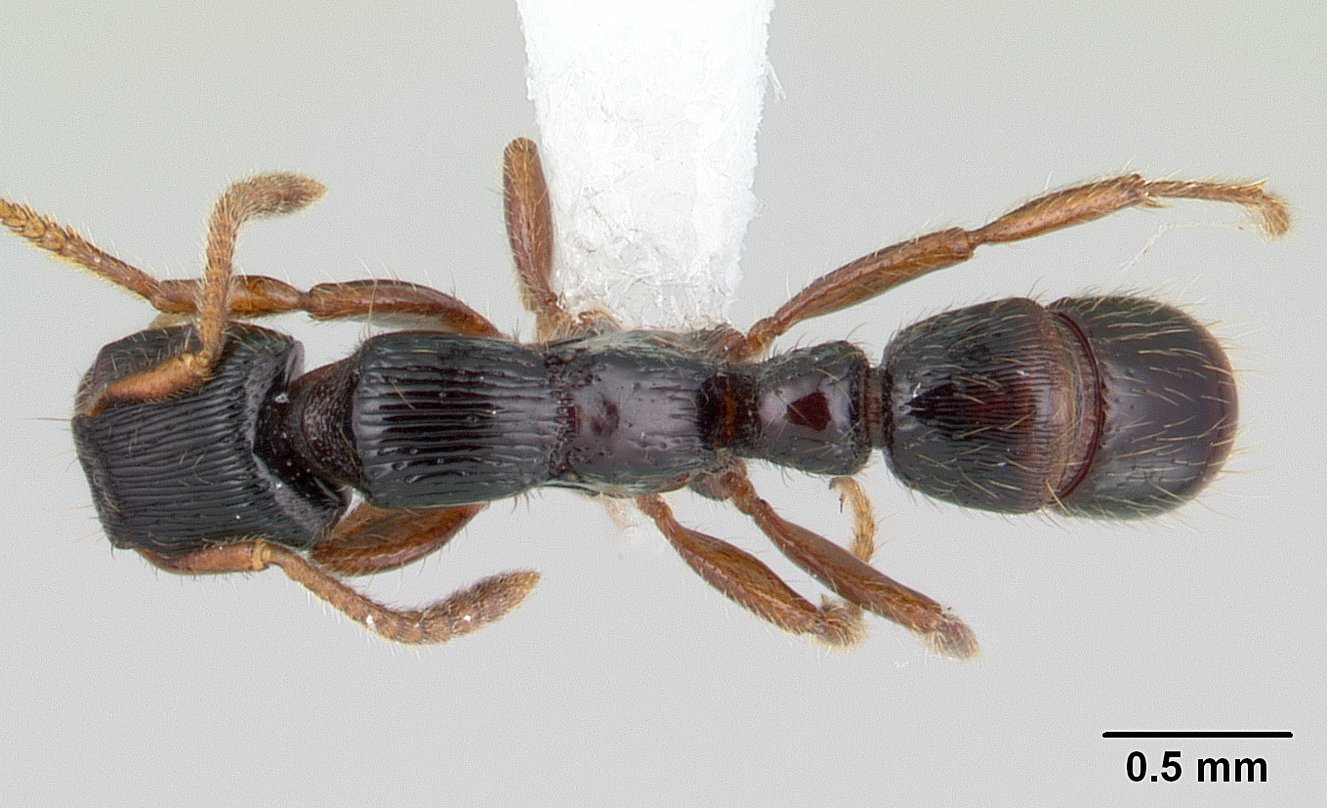
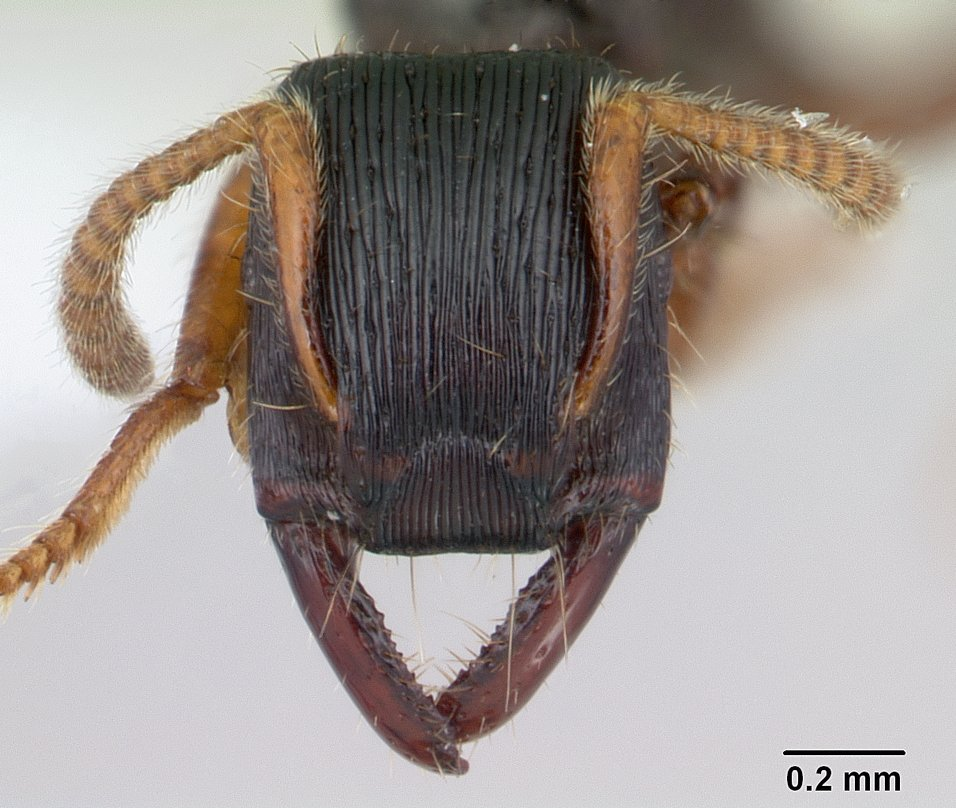